# Lužicy
Lužicy (rusky Лужицы, votsky Luuditsa, finsky Luutsa) je vesnice v Kingiseppském rajónu Leningradské oblasti v Rusku. Obec se nachází pár kilometrů od přístavu Usť-Luga u ústí řeky Lužice, podle které je pojmenována. Vede přes ní dálnice A-121. Vesnice pravděpodobně existuje už od 16. století. V roce 1970 se Lužicy spojily se sousední obcí Peski (Liivtšülä).
Spolu s Krakolje je jednou ze dvou vesnic, kde se stále ještě mluví votsky. Nachází se zde votské lidové muzeum, které v roce 1990 založila Tatjana Jefimova. V červenci se zde každoročně pořádají votské festivaly.